# Коле Сан Ђовани II (Фрозиноне)
Коле Сан Ђовани II је насеље у Италији у округу Фрозиноне, региону Лацио.
Према процени из 2011. у насељу је живело 44 становника. Насеље се налази на надморској висини од 202 м.